# Поломська вузькоколійна залізниця
Поло́мська ву́зькоколі́йна залізни́ця (рос. Поломская узкоколейная железная дорога) — вузькоколійна залізниця, що функціонувала в другій половині XX та на початку XXI століття на території Кезького, Ігринського та Балезінського районів Удмуртії, Росія.
Залізниця почалась будуватись в 1953 році, після відкриття Поломського торфопідприємства в селищі Поломському. Спочатку колія пролягла від селища до Тугалудського торфового родовища. пізніше залізниця була продовжена до нових торфомасивів. Основна лінія пролягла від селища Поломське до станції Зілай, де торф перевантажували у ширококолійні вагони; та в інший бік, до торфомасивів. Окрім того вона забезпечувала сполучення з іншими ділянками торфовидобутку — Ключевкою та Максимовкою.
В 1970-1980-их роках Поломська вузькоколійка була з'єднаною із сусідньою Верхньолюцькою, яка слугувала для лісоперевезення. Хоча вони і були суцільною лінією, але належали різних відомствам. В 1990-их роках видобуток торфу був майже повністю призупинений. Його перестали перевантажувати на ширококолійні вагони на станції Зілай — там було зруйновано перевантажувальну станцію. До 1999 року була повністю розібрана ділянка Поломське-Максимовка.
Станом на 2002 рік протяжність корисних шляхів становила всього 8,5 км — це ділянка Поломське-Зілай, яка використовувалась лише для пасажироперевезення. Влітку 2005 року перевезення пасажирів було призупинене. Станом на осінь 2006 року вузькоколійка взагалі була розібрана, весь рухомий склад був порізаний на металобрухт.

## Галерея

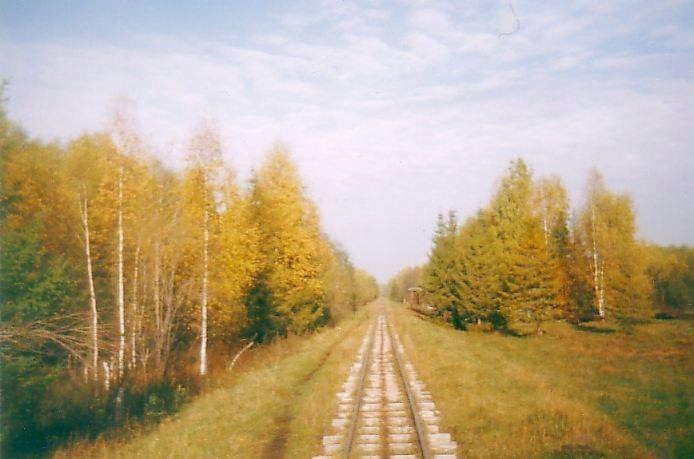
Ділянка Поломське-Зілай
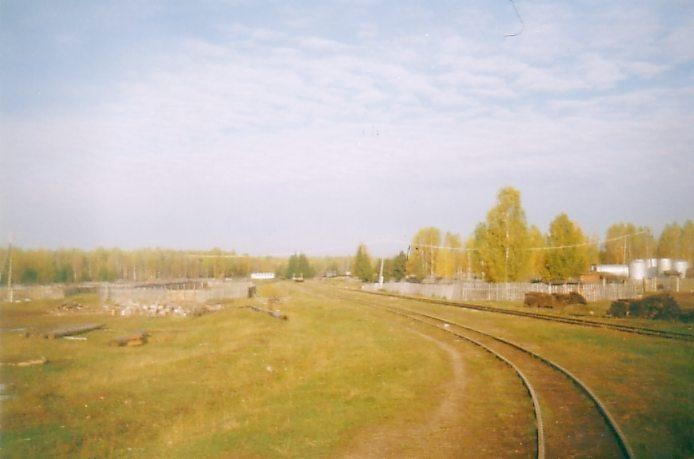
В селищі Поломське
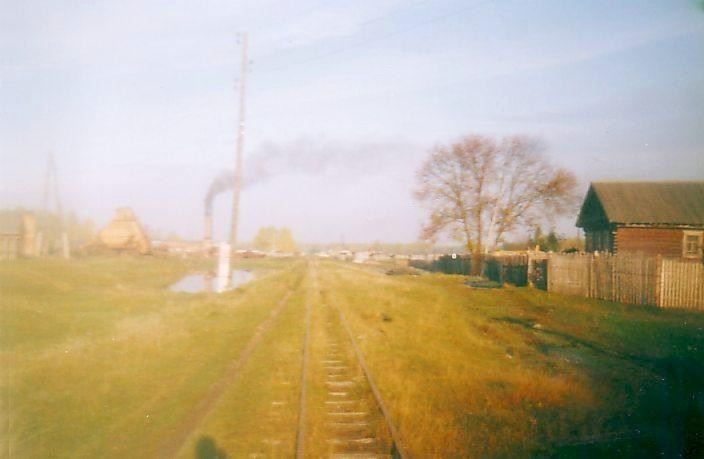
Ділянка Поломське-Максимовка
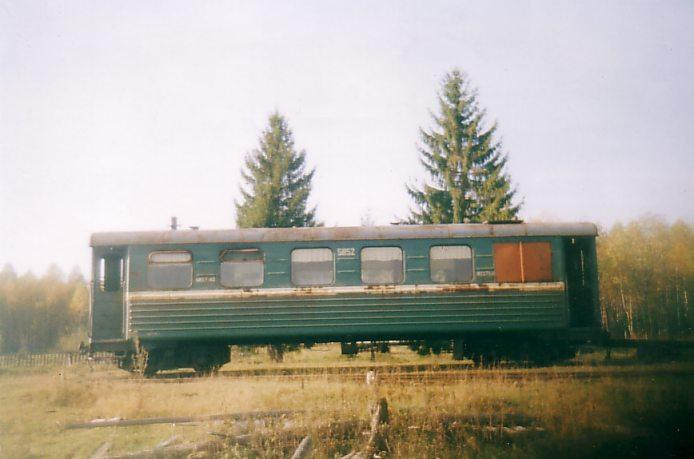
Пасажирський вагон